# Ophiomyia sasakawai
Ophiomyia sasakawai är en tvåvingeart som beskrevs av Spencer 1987. Ophiomyia sasakawai ingår i släktet Ophiomyia och familjen minerarflugor. Inga underarter finns listade i Catalogue of Life.